# Dachsteinlied
Dachsteinlied (Hoch vom Dachstein an) ist der Titel der steirischen Landeshymne.

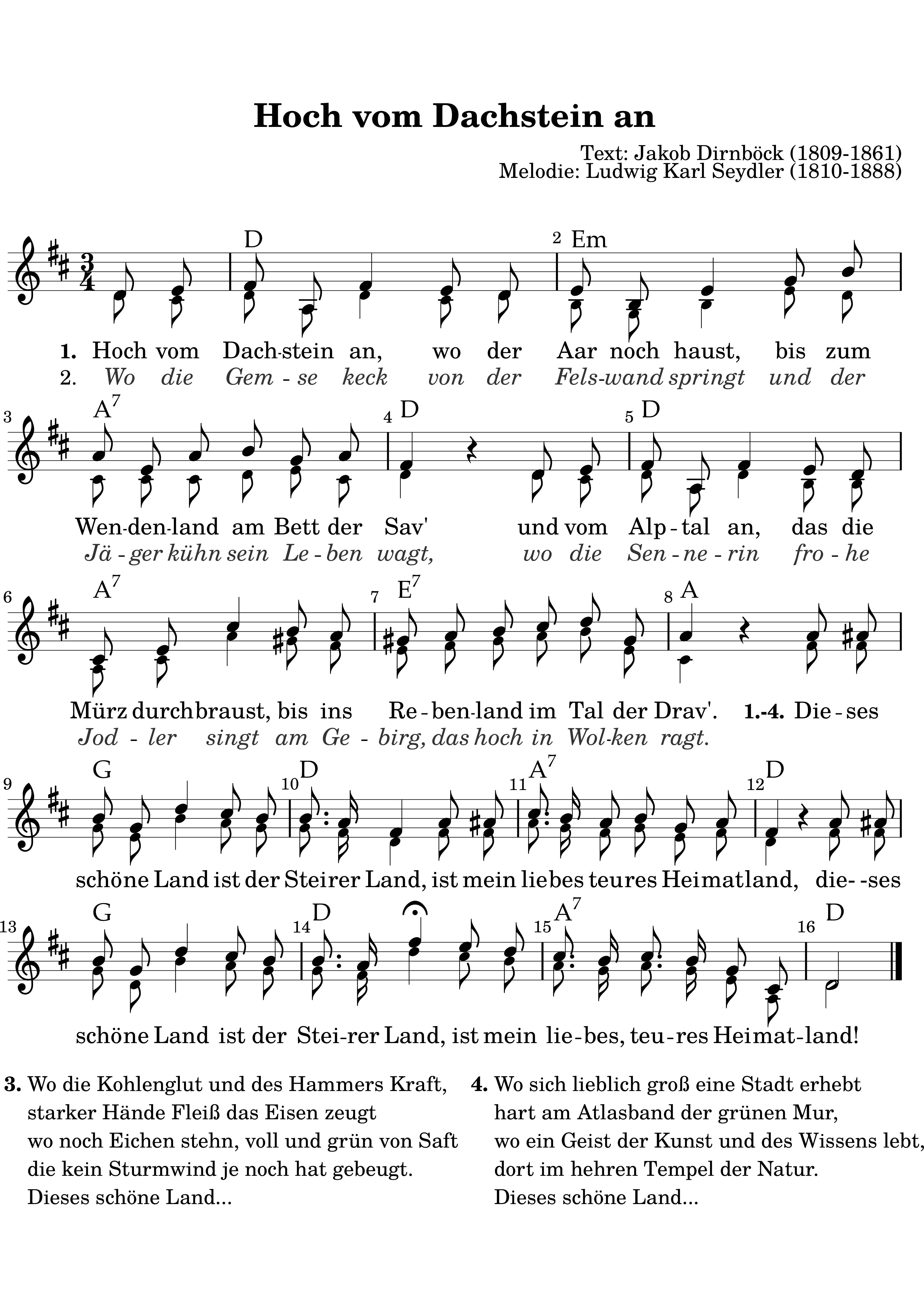
Dachsteinlied (gesetzt mit Lilypond)

## Entstehung
Geschrieben wurde das zehnstrophige Lied für das fünfundzwanzigjährige Bestehen der Landwirtschaftsgesellschaft (gegründet 1819 von Erzherzog Johann) am 16. Oktober 1844. Am 15. Juni 1904 erklang dieses Lied, als Otto Nußbaumer seine erste drahtlose Radioversuchsanlage an der Technischen Universität Graz in Betrieb nahm. Am 3. Juli 1929 wurden die Strophen 1, 2, 3 und 10 vom Landtag zur Steirischen Landeshymne erklärt.
Die Melodie wurde auch in anderen Regionen für volksnahe Lieder verwendet, z. B. in Tirol (Hoch am Ötztal drob’n, wo da Gamsbock steht), der Schweiz (Hoch vom Gentis an, wo der Aar noch haust, bis zum Bette, wo die Abone braust, 1845), in Deutschland (Von des Rheines Strand, wo die Rebe blüht, bis zur Weichsel, die gen Norden zieht, Karl von Niebusch (Karl Schneider), von 1844 und 1849), in Norddeutschland (Von der Ostsee Strand, wo die Möwe zieht) oder in Flandern (Kent gy wel hed land, waer de vryheid woont, spätestens 1848). Das Lied „Mein Österreich“ von W. Wenhart verwendet auch die Melodie (Hoch vom Erzgebirg, wo der Bergmann haust, bis zum Karstgebiet am Meeresstrand).
Das Dachsteinlied ist auch im Trio des „9er Alpenjäger Marsches“ von Rudolf Kummerer verarbeitet. Der erste Takt „Hoch vom Dachstein an …“ wird in einer Instrumentalversion auch als Ankündigungsmelodie der Haltestellenansagen der Holding Graz Linien verwendet. Eine bekannte Version ist die von Andreas Gabalier anlässlich der Eröffnung des Grand Prix von Österreich 2020 gesungene Version.

## Das Lied im Wortlaut
- Musik: Ludwig Carl Seydler (8. März 1810 – 10. Mai 1888) (Grazer Domorganist)
- Text: Jakob Dirnböck (1809–1861) (Buchhändler in Graz)
- Melodie in G-Dur, Dreivierteltakt

1.

Hoch vom Dachstein an, wo der Aar noch haust,

bis zum Wendenland am Bett der Sav’

und vom Alptal an, das die Mürz durchbraust,

bis ins Rebenland im Tal der Drav’

Dieses schöne Land ist der Steirer Land,

ist mein liebes teures Heimatland,

dieses schöne Land ist der Steirer Land,

ist mein liebes, teures Heimatland!

2.

Wo die Gämse keck von der Felswand springt

und der Jäger kühn sein Leben wagt,

wo die Sennerin frohe Jodler singt

am Gebirg, das hoch in Wolken ragt

Dieses schöne Land ist der Steirer Land

ist mein liebes teures Heimatland

dieses schöne Land ist der Steirer Land

ist mein liebes, teures Heimatland!

3.

Wo die Kohlenglut und des Hammers Kraft,

starker Hände Fleiß das Eisen zeugt

wo noch Eichen stehn, voll und grün von Saft

die kein Sturmwind je noch hat gebeugt

Dieses schöne Land ist der Steirer Land

ist mein liebes teures Heimatland

dieses schöne Land ist der Steirer Land

ist mein liebes, teures Heimatland!

4.

Wo sich lieblich groß eine Stadt erhebt

hart am Atlasband der grünen Mur,

wo ein Geist der Kunst und des Wissens lebt,

dort im hehren Tempel der Natur

Dieses schöne Land ist der Steirer Land

ist mein liebes teures Heimatland

dieses schöne Land ist der Steirer Land

ist mein liebes, teures Heimatland!

## Aktuelle Entwicklungen
Im Jahr 2004 wurde, unter anderem wegen des EU-Beitritts von Slowenien, in dem die Untersteiermark nun liegt, der Text in Frage gestellt, da die Steiermark als politische Einheit schon seit November 1918 nicht mehr bis zur Sav (= Save) und zur Drav (= Drau) reicht. Es wurden neue Textvarianten für die erste Strophe vorgeschlagen, aber auch der Vorschlag aufgebracht, überhaupt eine neue Landeshymne zu suchen. Schließlich wurde die Landeshymne nicht geändert.
Die im Dezember 2024 gebildete steirische Landesregierung Kunasek unter Landeshauptmann Mario Kunasek plante im FPÖ-ÖVP-Koalitionsabkommen, die Hymne in die Landesverfassung zu schreiben, wobei die beiden Regierungsparteien gemeinsam nicht über die für einen Verfassungsbeschluss erforderliche Zweidrittelmehrheit im Landtag verfügten. Da die Opposition eine Verfassungsänderung ablehnte, plante die Regierung stattdessen eine Aufnahme ins Landessymbolegesetz. Der Plan wurde von Slowenien und Gerhard Ruiss von der IG Autorinnen Autoren kritisiert. Laut Außenministerium in Ljubljana vernachlässige dieser den historischen Entstehungskontext des Dachsteinlieds, im Lied werden Teile des slowenischen Staatsgebiets, welche bis zum Ende des Ersten Weltkrieges den als „Untersteiermark“ bekannten Teil des Landes bildetem, als steirisch besungen.